# Puchar Europy w Triathlonie 2010
Puchar Europy w Triathlonie 2010 (ITU Triathlon European Cup 2010) – cykl jedenastu zawodów triathlonowych zaliczanych do europejskiego rankingu triathlonowego. Cykl rozpoczął się 11 kwietnia w Quarteirze, a zakończy 13 listopada w Ejlacie.

## Kalendarz
Pogrubioną czcionką zaznaczono zawody zaliczane do Pucharu Europy Premium
| Data                 | Miejsce      | Zwyciężczyni      | Zwycięzca          |
| 11 kwietnia 2010     | Quarteira    | Vanessa Fernandes | Mario Mola         |
| 17 kwietnia 2010     | Antalya      | Olga Dmitrieva    | Andriy Glushchenko |
| 22 maja 2010         | Senec        | Rebecca Robisch   | Marek Jaskółka     |
| 23 maja 2010         | Strathclyde  | Jacqueline Slack  | Ritchie Nicholls   |
| 12 czerwca 2010      | Pontevedra   | Jodie Swallow     | Javier Gomez       |
| 27 czerwca 2010      | Braaschaat   | Erin Densham      | Aurélien Raphael   |
| 15 sierpnia 2010     | Genewa       | Jodie Swallow     | Vincent Luis       |
| 22 sierpnia 2010     | Karlowe Wary |                   |                    |
| 29 sierpnia 2010     | Almere       |                   |                    |
| 24 października 2010 | Alanya       |                   |                    |
| 13 listopada 2010    | Ejlat        |                   |                    |